# Perfect Blue: Yume Nara Samete
Perfect Blue: Yume Nara Samete (Perfect Blue 夢なら醒めて……?) è un film giapponese di genere fantasy suspense del 2002 diretto da Toshiki Satō e basato sul romanzo "Yume Nara Samete..." di Yoshikazu Takeuchi. È uscito il 24 agosto 2002.

## Cast
- Ayaka Maeda as Ai
- Makiko Watanabe
- Masahiro Toda
- Nao Ōmori
- Taro Suwa
- Yumi Shimizu

## Accoglienza
Jasper Sharp di Midnight Eye ha scritto che "per la maggior parte Yume Nara Samete è decisamente noioso".